# Frank Joseph Dewane
Frank Joseph Dewane (Green Bay, 9 de março de 1950) - padre católico americano, bispo de Veneza desde 2007.
Foi ordenado sacerdote em 16 de julho de 1988. Incardinado na diocese de Green Bay, tornou-se vigário de St. rua Pedro e Paulo naquela cidade e o defensor da junção do tribunal da igreja. Em 1991, iniciou a cooperação com a missão diplomática do Vaticano nas Nações Unidas. Nos anos de 1995-2001 foi funcionário do Pontifício Conselho Cor Unum. Em 2001 foi nomeado subsecretário do Pontifício Conselho Justiça e Paz.
Em 25 de abril de 2006, o Papa Bento XVI o nomeou bispo coadjutor da diocese de Veneza. Foi ordenado bispo em 25 de julho de 2006 pelo então Ordinário de Veneza - John Nevins. Ele assumiu o poder total na diocese em 19 de janeiro de 2007 depois que seu antecessor se aposentou.